# ان‌جی‌سی ۴۴۹
ان‌جی‌سی ۴۴۹ (انگلیسی: NGC 449) نام یک کهکشان مارپیچی در صورت فلکی ماهی است.